# Новоніколаєвка (Мішкинський район)
Новонікола́євка (рос. Новониколаевка, башк. Яңы Николаевка) — присілок у складі Мішкинського району Башкортостану, Росія. Входить до складу Тинбаєвської сільської ради.
Населення — 154 особи (2010; 204 у 2002).
Національний склад:
- марійці — 100 %